# Zastava Svetog Tome i Principa
Zastava Svetog Tome i Principa usvojena je 5. studenog 1975.
Trobojka je panafričkih boja zelene, žute i crne. U sredini su dvije zvijezde. U lijevom uglu je crveni trokut. On predstavlja borbu za neovisnost.